# سیکلوپلژی
سیکلوپلژی (انگلیسی: Cycloplegia) به معنی فلج‌شدن ماهیچه مژگانی چشم است که منجر به از دست دادن انطباق می‌شود. به دلیل فلج‌شدن ماهیچه مژگانی، دیگر نمی‌توان خمش عدسی را برای تمرکز بر روی اجسام مجاور تنظیم کرد. این رخداد منجر به مشکلاتی مشابه مشکلات ناشی از پیرچشمی می‌شود که در آن عدسی خاصیت کشسانی خود را از دست داده و همچنین دیگر نمی‌تواند بر روی اشیای نزدیک تمرکز کند. سیکلوپلژی همراه با میدریاز (گشادی مردمک) معمولاً به دلیل استفاده موضعی از آنتاگونیست‌های موسکارینی مانند آتروپین و سیکلوپنتولات است.
آلکالوئید بلادونا برای آزمایش خطای انکسار و معاینه چشم به کار می‌رود.

## مدیریت
داروهای سیکلوپلژیک معمولاً مسدودکننده‌های گیرنده موسکارینی هستند. این داروها شامل آتروپین، سیکلوپنتولات، هماتروپین، اسکوپولامین و تروپیکامید است. آنها برای استفاده در انکسار سیکلوپلژیک (برای فلج کردن عضله مژگانی به منظور تعیین عیب انکساری واقعی چشم) و درمان یووئیت نشان داده شده‌اند. همه داروهای سیکلوپلژیک نیز عوامل میدریاتیک (گشاد کننده مردمک) هستند و به همین ترتیب در طول معاینه چشم برای تجسم بهتر شبکیه استفاده می‌شوند.
هنگامی که از داروهای سیکلوپلژیک به عنوان میدریاتیک برای گشاد کردن مردمک استفاده می‌شود، مردمک در چشم طبیعی زمانی که داروها متابولیزه می‌شوند یا از بین می‌روند، عملکرد خود را بازمی‌یابند. برخی از داروهای سیکلوپلژیک می‌توانند برای چند روز باعث گشاد شدن مردمک چشم شوند. عینک‌هایی که به‌طور خاص توسط چشم پزشکان یا اپتومتریست‌ها استفاده می‌شود در چند ساعت از بین می‌روند، اما زمانی که بیمار مطب را ترک می‌کند، عینک آفتابی قوی برای راحتی در اختیار او قرار می‌گیرد.